# Jumpers
Ne doit pas être confondu avec Jumper (film, 2008).
 (août 2024).
Série Classiques d’animation Pixar
Elio
(2025) Toy Story 5
(2026)
Pour plus de détails, voir Fiche technique et Distribution.
Jumpers, ou Sauteurs au Québec (Hoppers), est un film d'animation réalisé par Daniel Chong et dont la sortie est prévue pour 2026. Il s'agira du 30e film des studios Pixar.

## Synopsis
Mabel est une jeune fille audacieuse qui a une grande ambition : infiltrer le monde animal. Pour ce faire, elle transfère son esprit à un robot castor afin de pouvoir approcher d’autres animaux et étudier leur mode de vie[réf. nécessaire].

## Fiche technique
- Titre original : Hoppers
- Titre français : Jumpers[réf. nécessaire]
- Titre québécois : Sauteurs[réf. nécessaire]
- Réalisation et scénario : Daniel Chong
- Sociétés de production : Pixar Animation Studios
- Société de distribution : Walt Disney Studios Motion Pictures
- Pays de production :  États-Unis
- Langue originale : anglais
- Format : couleur
- Genres : animation
- Dates de sortie : Dates sujettes à modification
  - France, Belgique : 4 mars 2026
  - États-Unis : 6 mars 2026

## Distribution

### Voix originales
- Piper Curda : Mabel
- Bobby Moynihan : Roi George
- Jon Hamm : le maire
- Demetri Martin : des oiseaux